# موزه بزرگ خراسان
موزه بزرگ خراسان در شهر مشهد واقع شده است، بیش از ۱۸۰۰۰ متر مربع زیر بنای دارد و اولین موزه استاندارد ایران است که بعد از انقلاب ۱۳۵۷ احداث گردیده است.

## طرح

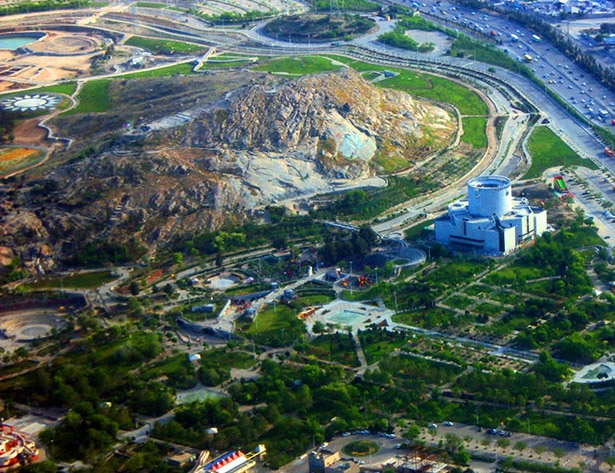
تصویر هوایی از موزه بزرگ خراسان

طرح موزه به سال ۱۳۵۶ یعنی یک‌سال پیش از انقلاب اسلامی برمی‌گردد. ابتدا تصمیم بر اختصاص قطعه زمینی در پارک آریامهر (ملت فعلی) بود که به دلیل عدم هماهنگی عملاً امکان تحویل زمین و آغاز عملیات اجرایی صورت نگرفت. انقلاب ۱۳۵۷ و جنگ ایران و عراق اجرای طرح موزه را به تعویق انداخت و در سال‌های ۱۳۷۱ و ۱۳۷۲ با تلاش مدیر وقت سازمان میراث فرهنگی خراسان، احداث موزه در صدر برنامه‌های عمرانی قرار گرفت. در سال ۱۳۷۵ قرار شد طراحی موزه خراسان به مسابقه گذاشته و داورانی برای این مسابقه تعیین گردد. پس از تخصیص زمین در منطقه کوهسنگی مشهد، در سال ۱۳۸۲ عملیات اجرایی آغاز و در بهمن سال ۱۳۹۳ پایان یافت.

## معماری
معمار موزه بزرگ خراسان، دکتر محمدامین میرفندرسکی است. نمای بیرونی برگرفته از بنای عمارت خورشید در کلات نادر است و معماری درون بنا تحت تأثیر لوئی کان است. معماری داخلی با استفاده از معماری ایرانی و اسلامی از جمله آثار آینه‌کاری بسیار پراکنده و الگوهایی در آثار سنگ‌کاری دارای حداقل سبک مدرن است. زیربنای ساختمان ۱۸۰۰۰ متر است و ۵۳ متر ارتفاع را در ۱۲ طبقه جای داده است، منتها در حال حاضر تنها سه طبقه از آن به عنوان موزه در معرض دید بازدیدکنندگان است.

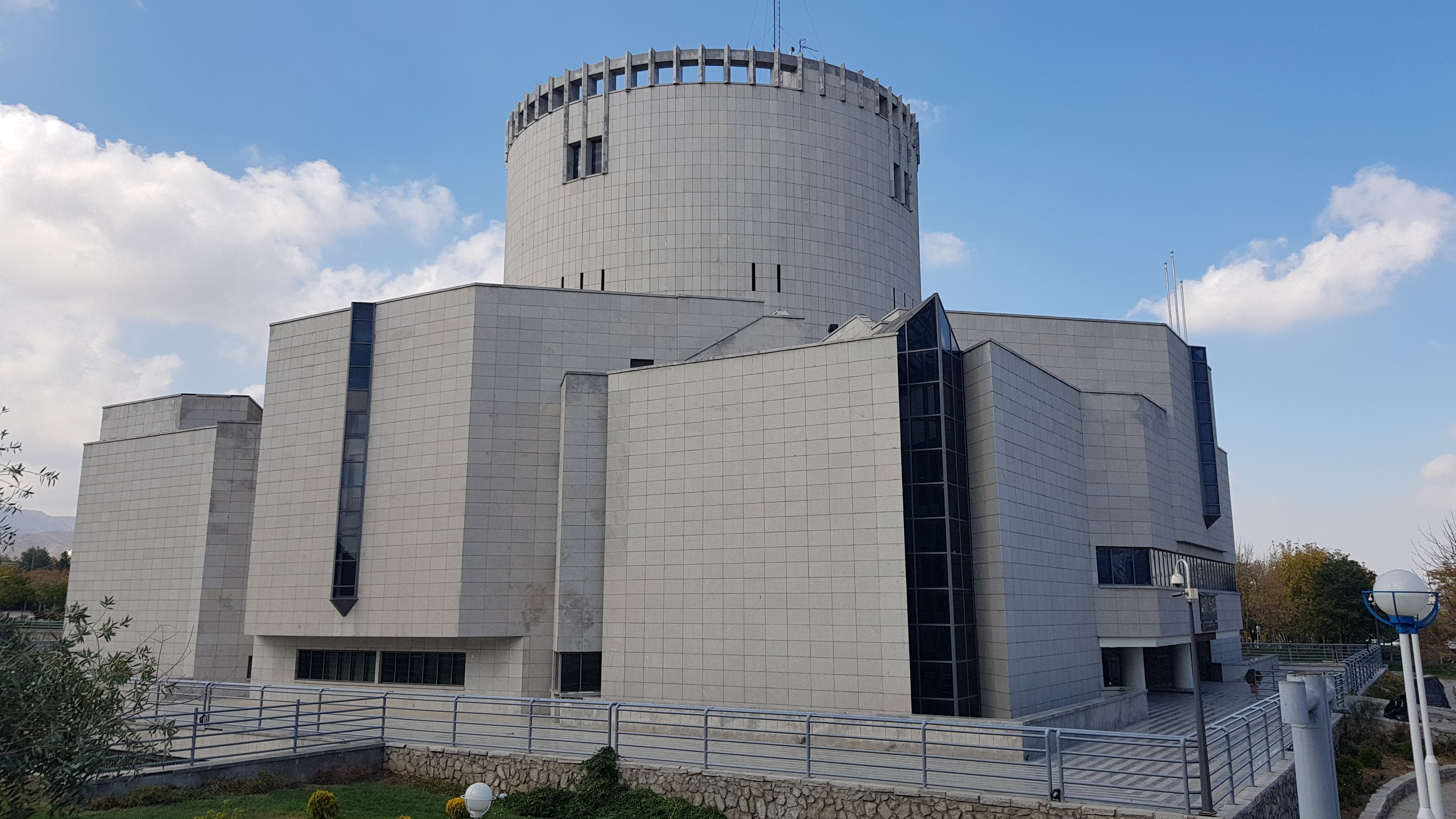

## هدف
هدف از تأسیس موزه به نمایش گذاشتن و نشان دادن فرهنگ و تمدن مردمان ایران بزرگ که پهنای جغرافیایی آن از ماوراءالنهر است که شامل کشورهایی چون تاجیکستان، ازبکستان، ترکمنستان، افغانستان می‌شود.

## بخش‌های موزه
موزه بزرگ خراسان در برگیرنده بخش‌های ذیل می‌باشد:

### بخش عمومی
1. سالن موزه‌ای: در ۳ طبقه (همکف، اول و دوم) و با مساحتی بالغ بر ۴۰۰۰ مترمربع می‌باشد، که در واقع هسته اصلی موزه بوده و اشیاء به نمایش درآمده در آن قسمت‌ها، اشیاء تاریخی مکشوفه از منطقه خراسان می‌باشد.
2. سالن نمایشگاهی و موزه‌ای: با مساحتی بالغ بر ۲۷۰۰ مترمربع جهت برپایی نمایشگاه‌های دوره‌ای و فصلی از آثار تاریخی و آثار هنری معاصر پیش‌بینی شده است.

### بخش تخصصی
1. کتابخانه تخصصی (روانشاد مهندس سراج الدین کازرونی): با گنجایش بیش از ۵۰۰۰ جلد کتاب، اسناد و عکس‌های تخصصی و مکانی مناسب جهت مطالعه پژوهشگران و علاقه مندان می‌باشد.
2. مخزن نگهداری اشیاء منقول تاریخی و تزئینات معماری: این مکان مجهز به پیشرفته‌ترین امکانات امنیتی ضد حریق، ضد زلزله و آسیب‌های جنگی است.
3. آزمایشگاه حفاظت و مرمت اشیاء تاریخی و تزئینات تاریخی (روانشاد دکتر باقر آیت ا… زاده شیرازی): این مکان علاوه بر امکانات و تجهیزات کارگاهی و آزمایشگاهی حفاظت و مرمت، دارای بخش پژوهش، مستندسازی و مطالعات اشیاء تاریخی و تزئینات معماری نیز می‌باشد.
4. سالن اجتماعات (روانشاد دکتر محمدامین میرفندرسکی): مجهز به سیستم‌های سمعی و بصری بوده و ظرفیت حدود ۱۴۰ نفر را داراست.

## آثار به نمایش درآمده در موزه

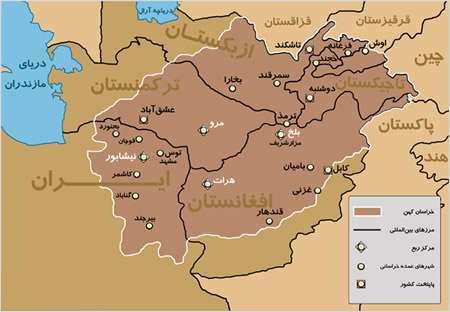
گستره تاریخی خراسان

آثار به نمایش در آمده در گستره تاریخی خراسان کشف شده‌اند.

### دوران دیرینه‌سنگی ایران
اشیائی مانند ظروف سفالین، پیکرک، ابزارهای سنگی در مخزن موزه نگهداری می‌شود.
کهن‌ترین شواهد این دوره که مربوط به فرهنگ الدوان است در اطراف رودخانه کشف رود در شرق مشهد یافت شده است. این شواهد شامل تعدادی ابزار سنگی ساخته شده از کوارتز است که شامل تراشه و ساطور ابزار هستند.

### دوره تاریخی قبل اسلام
اشیای فلزی و سفالی مانند ظروف نقره ای و برنزی با نقش برجسته از دوران سلسله‌های هخامنشی، سلوکی، اشکانی و ساسانی.

### دوره تاریخی بعد اسلام تا اوان سلطنت قاجار
بخش سفال و شیشه:
1. سفال‌های با پوشش گلی و لعاب رنگارنگ معروف به سبک نیشابور (سده‌های ۵–۳ ه. ق)
2. سفال‌های کنده زیرلعاب (سده‌های ۴–۷ ه. ق)
3. سفال‌های زرین فام (سده‌های ۴–۹ ه. ق)
4. سفال‌های مینایی (سده‌های ۶–۷ ه. ق)
5. سفال‌های نقاشی زیرلعاب شامل سبک فیروزه قلم مشکی یا سبک سلطان آباد (سده‌های ۷–۸ ه. ق)

بخش فلز:
1. جنگ‌افزار: مانند شمشیر زره، کلاه خود و…
2. اشیاء زندگی روزمره: چون سینی، تنگ، شمعدان
3. زیورآلات و سکه
4. اشیاء علمی: چون اسطرلاب و کره فلکی

بخش چوب:
1. درهای منبت‌کاری‌شده
2. قلمدان‌های نقاشی‌شده و نقاشی زیرلاکی
3. اشیاء ظریف با تزئینات عاج و منبت

بخش فرش و منسوجات:
1. قالی‌های با طرح‌های معمول در خراسان جنوبی
2. منسوجات نادری از دوره صفوی و قاجار مانند یک نمونه پیراهن طلسم.

بخش نگارگری و کتابت:
1. کتاب‌های خطی از دیوان اشعار، ادعیه، نجوم، مرقع و…
2. نگارگری‌های زیرلاکی و بر روی چوب
3. جلدهای چرمی
4. نگاره‌های مختلف چون شاهنامه
5. نقاشی قهوه‌خانه ای

بخش قرآن‌های نفیس:
1. قرآن‌های به خط کوفی منسوب به امامان (علی و حسین)
2. قرآن‌های به خط نسخ و محقق با قلم زر و تذهیب‌های نفیس

دیوارهای کاشیکاری شده و بخش‌هایی از ساختمان‌های بزرگ خراسان مثل آجرکاری‌ها، الواح و قطعات گچبری شده (دوران اسلامی و پیش از اسلام)؛ و
موزه کودک و نوجوان:
در این بخش دست ساخته‌های کودکان یا آثاری مربوط به آن‌ها به نمایش در آمده است.
1. جغجغه، مهره و تندیس و پیکره‌های حیوانی و انسانی با مفاهیم انتزاعی کودکانه
2. چشم زخم‌های متنوع